# Mujica Recine
Mujica Recine (cyr. Мујица Рецине) – wieś w Czarnogórze, w gminie Kolašin. W 2011 roku liczyła 11 mieszkańców.